# Barbula altipapillosa
Barbula altipapillosa är en bladmossart som beskrevs av Edwin Bunting Bartram 1954. Barbula altipapillosa ingår i släktet neonmossor, och familjen Pottiaceae. Inga underarter finns listade i Catalogue of Life.